# Dinastia Zhou posteriore

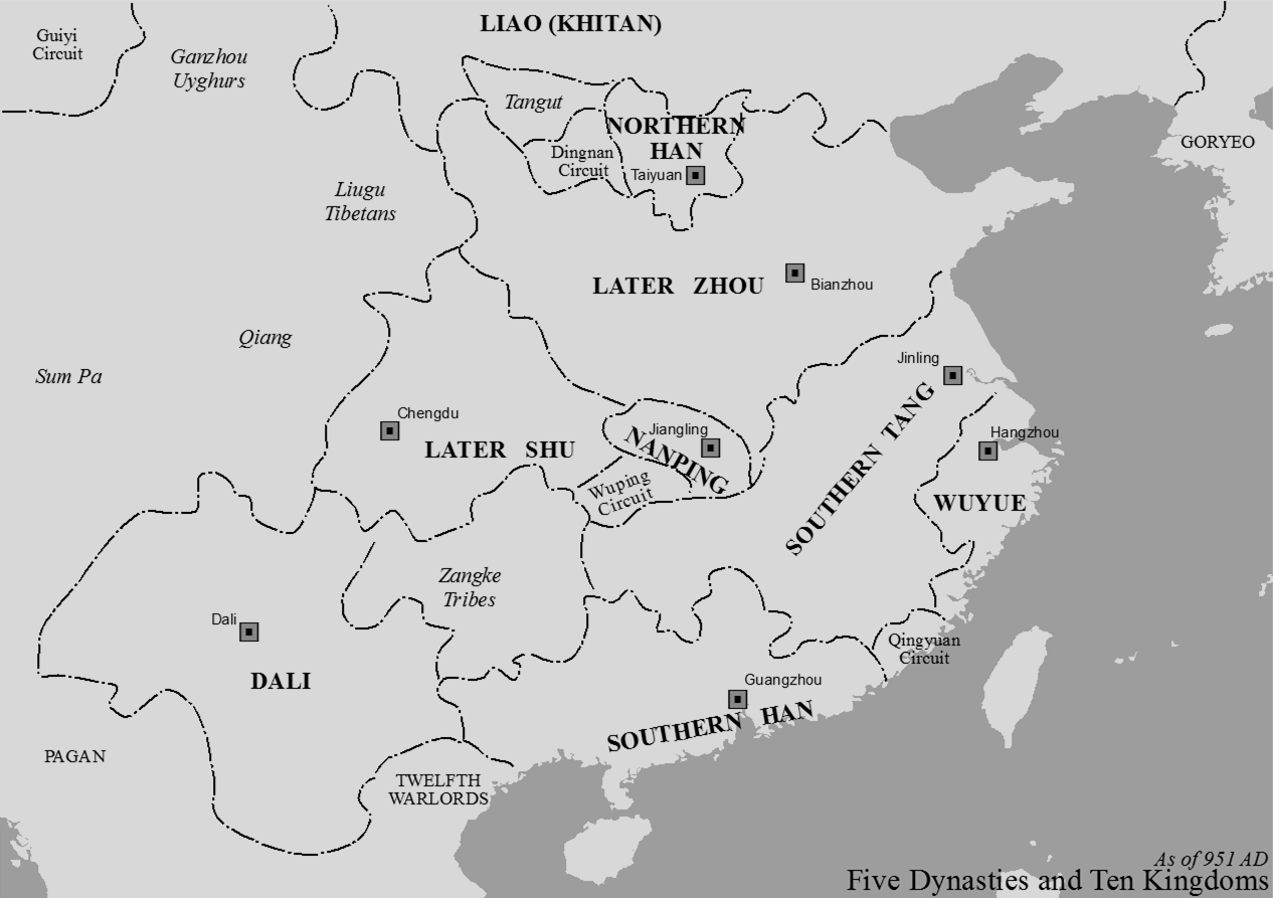
Territorio occupato dagli Zhou posteriori nel 951

La dinastia degli Zhou posteriori (/dʒoʊ/; 後周T, 后周S, Hòu ZhōuP) fu l'ultima in una successione di cinque dinastie che controllarono la maggior parte della Cina settentrionale durante il periodo delle Cinque Dinastie e dei Dieci Regni, che durò dal 907 al 960 e colmò il divario tra la dinastia Tang e la dinastia Song.

## Fondazione della dinastia
Guo Wei, un cinese Han, servì come vice-commissario militare presso la corte degli Han posteriori, un regime governato dai Turchi shatuo. Un adolescente salì sul trono degli Han posteriori nel 948 dopo la morte dell'imperatore fondatore, Gaozu. Guo Wei guidò un riuscito colpo di Stato contro l'imperatore adolescente e  si dichiarò imperatore dei nuovi Zhou posteriori il giorno di Capodanno del 951.

## Governo di Guo Wei
Guo Wei, postumamente noto come imperatore Taizu degli Zhou posteriori, fu il primo sovrano cinese Han della Cina settentrionale fin dal 923. È considerato un capo abile che tentò riforme destinate ad alleviare i fardelli affrontati dai contadini. Il suo governo era vigoroso e ben organizzato. Tuttavia, fu anche un regno breve. La sua morte per malattia nel 954 pose fine al suo regno di tre anni.

## Governo di Guo Rong
Guo Rong, postumamente noto come imperatore Shizong degli Zhou posteriori, era il figlio adottivo di Guo Wei. Nato Chai Rong, era il figlio del fratello maggiore della moglie di Guo Wei. Ascese al trono alla morte di suo padre adottivo nel 954. Anche il suo regno fu efficace e riuscì a fare alcune incursioni a sud vincendo contro i Tang meridionali nel 956. Tuttavia, gli sforzi a nord per scacciare gli Han settentrionali, benché inizialmente promettenti, furono inefficaci. Morì prematuramente nel 959 di malattia mentre era in campagna.

## Caduta degli Zhou posteriori
A Guo Rong successe suo figlio di sette anni alla sua morte. Poco dopo Zhao Kuangyin usurpò il trono e si dichiarò imperatore della grande dinastia Song, una dinastia che avrebbe infine riunito la Cina, portando sotto il loro controllo tutti gli stati meridionali nonché gli Han settentrionali entro il 979.

## Sovrani
| Nomi templari (Miao Hao 廟號) | Nomi postumi (Shi Hao 諡號)                                              | Nomi personali      | Periodo dei regni | Nomi delle ere (Nian Hao 年號) e intervallo di anni relativo |
| ----------------------------- | ------------------------------------------------------------------------ | ------------------- | ----------------- | ------------------------------------------------------------ |
| Tàizŭ (太祖)                  | Troppo tedioso, quindi non usato quando ci si riferisce a questo sovrano | 郭威 Guō Weī        | 951–954           | Guǎngshun (廣順) 951–954 Xiǎndé (顯德) 954                   |
| Shìzōng (世宗)                | Troppo tedioso, quindi non usato quando ci si riferisce a questo sovrano | 柴榮 Chái Róng      | 954–959           | Xiǎndé (顯德) 954–959                                        |
| Non esisteva                  | 恭帝 Gōngdì                                                              | 柴宗訓 Chái Zōngxùn | 959–960           | Xiǎndé (顯德) 959–960                                        |

## Albero genealogico dei sovrani
|                                                 |                            |                            |                            | Sig. Chai 柴翁             |                            |  |  |                              |                              |                              |                              |                              |                              |  |  |                                         |                                         |                                         |                                         |                                         |                                         |
|                                                 |                            |                            |                            |                            |                            |  |  |                              |                              |                              |                              |                              |                              |  |  |                                         |                                         |                                         |                                         |                                         |                                         |
|                                                 |                            |                            |                            |                            |                            |  |  |                              |                              |                              |                              |                              |                              |  |  |                                         |                                         |                                         |                                         |                                         |                                         |
| Chai Shouli 柴守礼 896–967                      | Chai Shouli 柴守礼 896–967 | Chai Shouli 柴守礼 896–967 | Chai Shouli 柴守礼 896–967 | Chai Shouli 柴守礼 896–967 | Chai Shouli 柴守礼 896–967 |  |  | Imperatrice Shengmu 圣穆皇后 | Imperatrice Shengmu 圣穆皇后 | Imperatrice Shengmu 圣穆皇后 | Imperatrice Shengmu 圣穆皇后 | Imperatrice Shengmu 圣穆皇后 | Imperatrice Shengmu 圣穆皇后 |  |  | Guo Wei 郭威 904–954 Taizu 太祖 951–954 | Guo Wei 郭威 904–954 Taizu 太祖 951–954 | Guo Wei 郭威 904–954 Taizu 太祖 951–954 | Guo Wei 郭威 904–954 Taizu 太祖 951–954 | Guo Wei 郭威 904–954 Taizu 太祖 951–954 | Guo Wei 郭威 904–954 Taizu 太祖 951–954 |
| Chai Shouli 柴守礼 896–967                      | Chai Shouli 柴守礼 896–967 | Chai Shouli 柴守礼 896–967 | Chai Shouli 柴守礼 896–967 | Chai Shouli 柴守礼 896–967 | Chai Shouli 柴守礼 896–967 |  |  | Imperatrice Shengmu 圣穆皇后 | Imperatrice Shengmu 圣穆皇后 | Imperatrice Shengmu 圣穆皇后 | Imperatrice Shengmu 圣穆皇后 | Imperatrice Shengmu 圣穆皇后 | Imperatrice Shengmu 圣穆皇后 |  |  | Guo Wei 郭威 904–954 Taizu 太祖 951–954 | Guo Wei 郭威 904–954 Taizu 太祖 951–954 | Guo Wei 郭威 904–954 Taizu 太祖 951–954 | Guo Wei 郭威 904–954 Taizu 太祖 951–954 | Guo Wei 郭威 904–954 Taizu 太祖 951–954 | Guo Wei 郭威 904–954 Taizu 太祖 951–954 |
|                                                 |                            |                            |                            |                            |                            |  |  |                              |                              |                              |                              |                              |                              |  |  |                                         |                                         |                                         |                                         |                                         |                                         |
|                                                 |                            |                            |                            |                            |                            |  |  |                              |                              |                              |                              |                              |                              |  |  |                                         |                                         |                                         |                                         |                                         |                                         |
| Chai Rong 柴榮 921–959 Shizong 世宗 954–959     |                            |                            |                            |                            |                            |  |  |                              |                              |                              |                              |                              |                              |  |  |                                         |                                         |                                         |                                         |                                         |                                         |
|                                                 |                            |                            |                            |                            |                            |  |  |                              |                              |                              |                              |                              |                              |  |  |                                         |                                         |                                         |                                         |                                         |                                         |
| Chai Zongxun 柴宗训 953–973 Gongdi 恭帝 959–960 |                            |                            |                            |                            |                            |  |  |                              |                              |                              |                              |                              |                              |  |  |                                         |                                         |                                         |                                         |                                         |                                         |

## Moneta

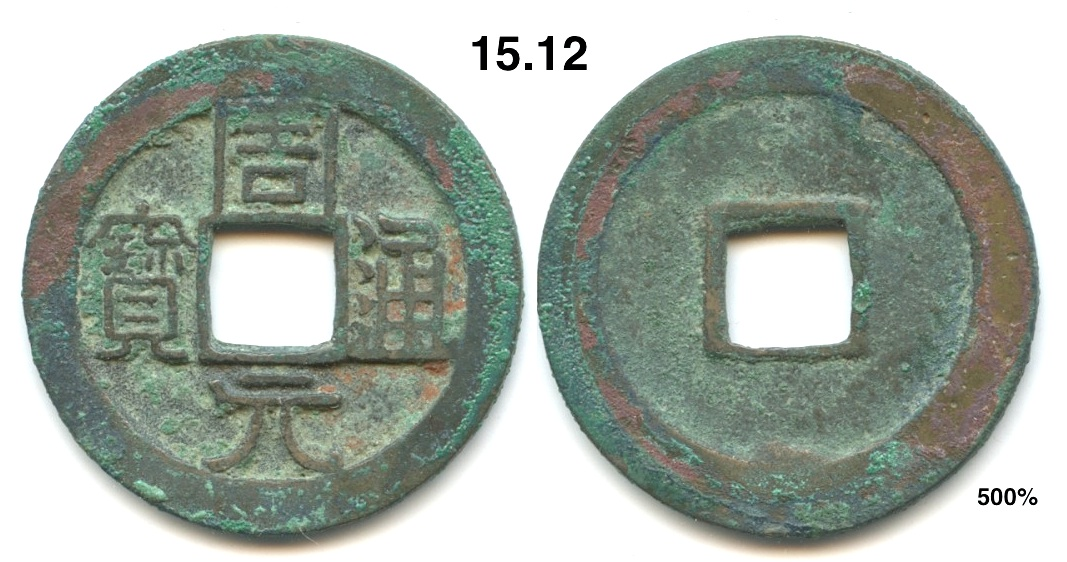
Una moneta cash Zhouyuan Tongbao (周元通寶).

L'unica serie di monete cash attribuite al periodo Zhou posteriore è quella delle monete Zhouyuan Tongbao (周元通寶T, 周元通宝S, zhōuyuán tōng bǎoP) che furono emesse dall'imperatore Shizong dall'anno 955 (Xiande 2). Si dice a volte che l'imperatore Shizong abbia coniato monete con l'iscrizione Guangshun Yuanbao (廣順元寶T, 广顺元宝S, guǎng shùn yuánbǎoP) durante il suo titolo del periodo Guangshun (951–953), tuttavia non si conoscono esistere monete cash autentiche con questa iscrizione.
Il modello dello Zhouyuan Tongbao si basa su quello delle monete cash Kaiyuan Tongbao. Furono coniate con il metallo ricavato da statue di bronzo fuso di 3.336 templi buddhisti e dal comando impartito ai cittadini degli Zhou posteriori di consegnare al governo tutti i loro utensili di bronzo con la notevole eccezione degli specchi di bronzo. Shizong ordinò anche che una flotta di giunche andasse in Corea per scambiare seta cinese con rame che sarebbe stato usato per fabbricare le monete cash. Quando fu rimproverato per questo, l'Imperatore pronunciò un'osservazione criptica dicendo che il Buddha non avrebbe badato a questo sacrificio. Si dice che l'Imperatore stesso supervisionasse la fusione presso le molte grandi fornaci sul retro del palazzo. Alle monete sono assegnate proprietà amuletiche e "poteri magici" perché erano fatte dalle statue buddiste, e si dice che fossero particolarmente efficaci nell'ostetricia – di qui molte imitazioni fatte in epoca successiva che sono considerate una forma di portafortuna e amuleti. Tra questi poteri assegnati si dice che le monete cash Zhouyuan Tongbao potrebbero curare la malaria e aiutare le donne a superare un difficile travaglio. I portafortuna numismatici cinesi basati sullo Zhouyuan Tongbao raffigurano spesso sul loro rovescio un drago cinese e un fenghuang come una coppia che simboleggia o un matrimonio armonioso o l'Imperatore e l'imperatrice. Altre immagini sui portafortuna e gli amuleti dei Zhouyuan Tongbao includono raffigurazioni di Gautama Buddha, gli animali dello zodiaco cinese e altri oggetti di buon auspicio.
A parte le monete cash, John E. Sandrock sostiene che la dinastia Zhou posteriore emise una prima forma di moneta cartacea, in quanto, a causa di una penuria di rame, il governo degli Zhou posteriori fu costretto a ricorrere a una forma di banconote. Queste banconote recavano l'avvertenza che coloro che fossero stati trovati a falsificarle nonché i loro cospiratori sarebbero stati messi a morte e i loro cadaveri esposti in pubblico.